# Лагерхейм, Элиас
Барон Элиас Лагерхейм (швед. Elias Lagerheim; 18 августа 1791 — 17 сентября 1864) — шведский политический, государственный и дипломатический деятель, секретарь кабинета министров Швеции в 1825—1831 годах, министр иностранных дел Швеции в 1856—1858 годах.

## Биография
Сын государственного чиновника. Окончил Лундский университет. С 1813 года работал в Министерстве иностранных дел Швеции в качестве второго секретаря. В 1816—1818 годах исполнял обязанности секретаря дипломатической миссии в Санкт-Петербурге, затем первым секретарём Министерства иностранных дел Швеции. В 1820—1825 годах был поверенным в делах в Берлине, Дрездене и Вене. В 1825 году — секретарь кабинета министров, провёл чистку департамента финансов путём жёсткой экономии. В 1832—1836 годах был генеральным почтмейстером, в 1836 году стал посланником в Копенгагене. Эту должность занимал 20 лет и участвовал, среди прочего, в разработке мирного договора в Мальмё, положившего конец Датско-немецкой войне (1848—1850).
В 1856 году занял пост министра иностранных дел и стал одним из лордов Швеции.